# Часовня Игоря Черниговского (Пушкин)
Часо́вня свято́го благове́рного кня́зя И́горя Черни́говского — православная часовня в городе Пушкине на углу Московской и Конюшенной улиц.
Приписана к Екатерининскому собору Санкт-Петербургской епархии Русской православной церкви.

## Первый проект
Первоначально в Пушкине, на месте, где в годы Великой Отечественной войны нацисты проводили массовые казни, планировалось установить светский памятник. Средства собирались жителями города.
Был объявлен конкурс, победу на котором одержал проект в виде монолитной фигуры, увенчанной православным крестом. 9 мая 1994 года на месте массовых казней был установлен камень с надписью: «На этом месте будет установлен памятник жертвам фашизма 1941—1944». Однако из-за отсутствия финансирования памятник поставлен не был.
По инициативе настоятеля Софийского собора протоиерея Геннадия Зверева было решено построить часовню. Строительство благословил митрополит Санкт-Петербургский и Ладожский Иоанн (Снычев).

## Современное здание
В 1997 году работы были возобновлены силами и на средства «Балтийской строительной компании». Проект, по которому построена часовня-памятник, был разработан Вячеславом Бухаевым при участии архитектора Елены Светловой. Поддержку строительству оказал ряд петербургских организаций.
2 июля 1998 года митрополит Санкт-Петербургский и Ладожский Владимир (Котляров) в присутствии мэра города Пушкина Юрия Никифорова и губернатора Санкт-Петербурга Владимира Яковлева освятил часовню во имя благоверного великого князя Игоря Черниговского.
Закладной камень с надписью был уложен в отмостку часовни.
В 2001 году в часовне был устроен престол, началось регулярное служение Божественной литургии.

## Архитектура, убранство
Здание храма одноэтажное в форме креста. Основной куб на специальном барабане венчает главка. В барабане находится звонница. Колокола привезены из бельгийского города Мехелен (по-французски — Малин). Автоматизированную систему работы колоколов помогли установить специалисты из Франции.
Икона святого благоверного великого князя Игоря Черниговского и барельефы на фронтонах часовни выполнены из нержавеющей стали художником Владимиром Куликовым.

## Традиции
В храме хранится «Книга памяти» Пушкина, подготовленная Советом ветеранов города. В этой книге перечислены имена и фамилии людей, погибших во время оккупации. Все они поминаются во время богослужений.
Ежегодно в день годовщины начала оккупации города Пушкина (17 сентября 1941 года) к основанию часовни (памятному камню) возлагаются цветы.
В течение нескольких лет в храме проводились «детские» богослужения. Певчие — учащиеся церковно-приходской школы равноапостольных Кирилла и Мефодия при Софийском соборе, в алтаре в качестве алтарников также служили дети.